# Harry Voigtsberger

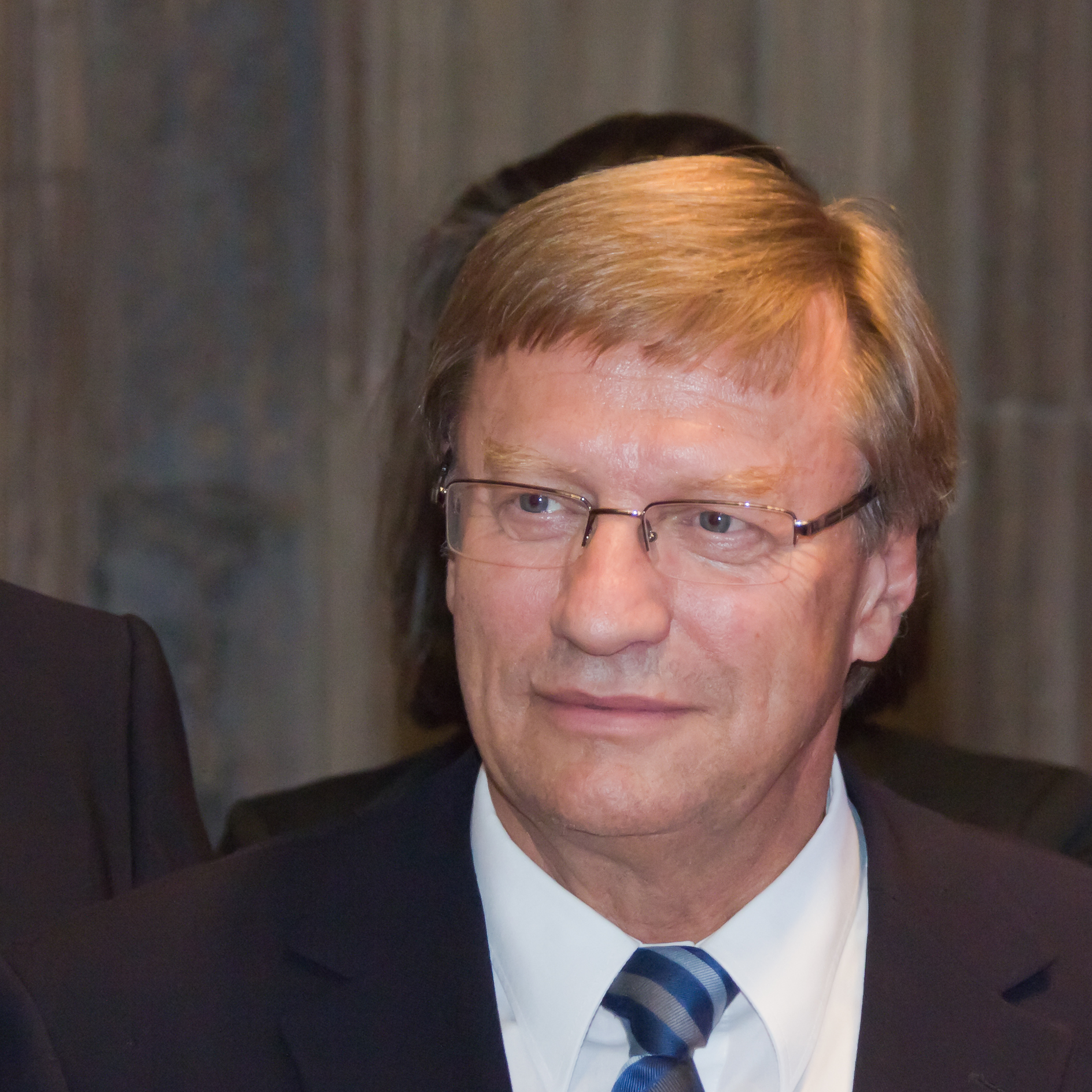
Harry Kurt Voigtsberger (2011)

Harry Kurt Voigtsberger (* 10. Juli 1950 in Bad Hindelang) war vom 15. Juli 2010 bis 21. Juni 2012 Minister für Wirtschaft, Energie, Bauen, Wohnen und Verkehr des Landes Nordrhein-Westfalen. Zuvor war er Direktor des Landschaftsverbandes Rheinland (LVR). 1970 wurde er Mitglied der SPD und war von 1979 bis 1999 Mitglied im Rat der Stadt Aachen. Von 1981 bis 2003 gehörte er der politischen Vertretung des LVR, der Landschaftsversammlung Rheinland, an. Voigtsberger lebt in Eynatten-Raeren (Belgien) in der Nähe von Aachen. Er ist verheiratet und hat drei Kinder.

## Ausbildung und Beruf
Nach dem Realschulabschluss im Jahre 1967 begann Harry Kurt Voigtsberger eine Fachpraktische Ausbildung zum Metallflugzeugbauer bei Dornier und Messerschmitt in Augsburg, die er 1969 abschloss. 1970 begann er mit dem Studium des Flugzeugbaus an der Fachhochschule Aachen, das er 1973 mit dem Abschluss Flugzeugbauingenieur beendete. Nach zwei Jahren bei der Bundeswehr, die er als Reserveoffizier verließ, nahm Voigtsberger 1975 das Studium der Politik-, Wirtschafts- und Erziehungswissenschaften an der Rheinisch-Westfälischen Technischen Hochschule Aachen auf. 1978 legte er das erste Staatsexamen im Lehramt und nach seiner Zeit als Studienreferendar in Köln auch das zweite Staatsexamen ab. Nachdem er von 1980 bis 1993 am Berufskolleg der Stadt Köln gearbeitet hatte, war er bis 2003 Schulleiter des Georg-Simon-Ohm-Berufskollegs der Stadt Köln.
Voigtsberger arbeitete seit 2003 beim LVR. Hier hatte er seitdem das Amt des Kämmerers und Baudezernenten sowie des Ersten Landesrates inne, der den LVR-Direktor vertritt. Im Dezember 2007 wurde er von der Landschaftsversammlung Rheinland mehrheitlich zum LVR-Direktor bestimmt.
Im Juli 2010 berief Ministerpräsidentin Hannelore Kraft ihn als Minister für Wirtschaft, Energie, Bauen, Wohnen und Verkehr in ihre Landesregierung. Nach der Landtagswahl 2012 wurde er nicht erneut berufen und schied entsprechend im Juni 2012 aus dem Ministeramt aus. Er hatte bereits vor der Ernennung des neuen Kabinetts angekündigt, nicht mehr für sein Amt zur Verfügung zu stehen. Von September 2012 bis Oktober 2017 war Voigtsberger Präsident der NRW-Stiftung.

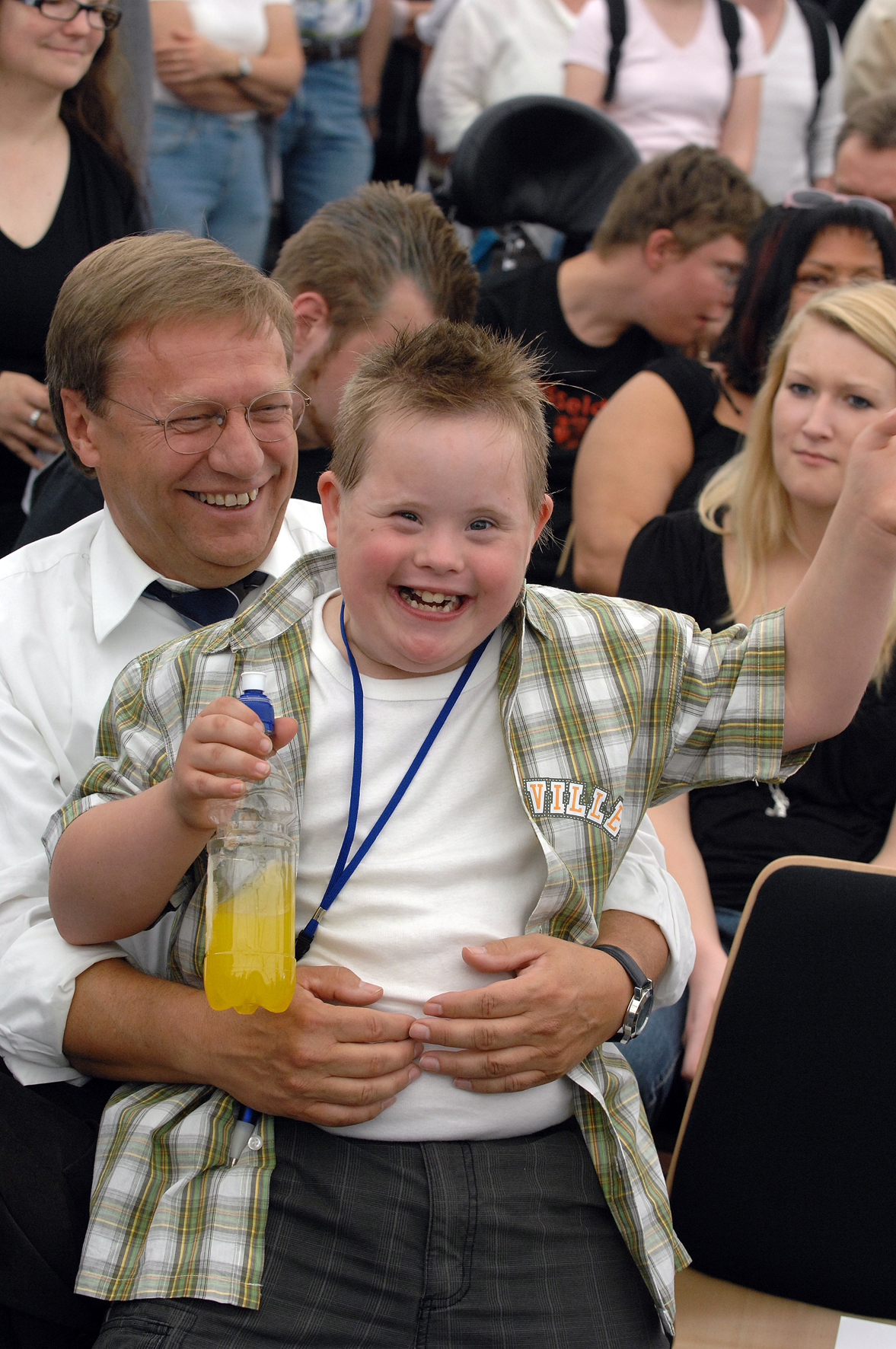
Harry Kurt Voigtsberger beim Tag der Begegnung des LVR, dem europaweit größten Familienfest für Menschen mit und ohne Behinderung

## Sport und Ehrenamt
Voigtsberger ist Vorstandsmitglied des Forschungsinstituts für Inklusion durch Bewegung und Sport (FiBS e. V.) an der Deutschen Sporthochschule Köln und der Lebenshilfe NRW.